# کشتار با اره‌برقی در تگزاس (فیلم ۲۰۰۳)
کشتار با اره‌برقی در تگزاس (به انگلیسی: The Texas Chainsaw Massacre) یک فیلم اسلشر آمریکایی به نویسندگی اسکات کوسار و کارگردانی مارکوس نیسپل و محصول سال ۲۰۰۳ است که بازسازی فیلمی به همین نام در سال ۱۹۷۴ به‌شمار می‌رود. جسیکا بیل، جاناتان توکر، اریکا لیرسن، مایک فوگل، اریک بالفور و آر. لی ارمی از بازیگران فیلم هستند. داستان فیلم درباره گروهی از جوانان است که به مناطق روستایی تگزاس سفر می‌کنند و با صورت‌چرمی و خانوادهٔ قاتل او روبرو می‌شوند. این فیلم پنجمین قسمت از فرنچایز کشتار با اره‌برقی در تگزاس محسوب می‌شود.
این فیلم در تاریخ در ۱۷ اکتبر ۲۰۰۳، توسط نیو لاین سینما در ایالات متحده اکران شد، و با واکنش‌های منفی از سوی منتقدان همراه بود، و ۱۰۷ میلیون دلار در سراسر جهان فروش کرد در حالی که ۹٬۵ میلیون دلار بودجه ساخت آن بوده است. پیش‌درآمدی در سال ۲۰۰۶ تحت عنوان کشتار با اره‌برقی در تگزاس: سرآغاز منتشر شد.